# 神戸・大阪 - 岐阜線

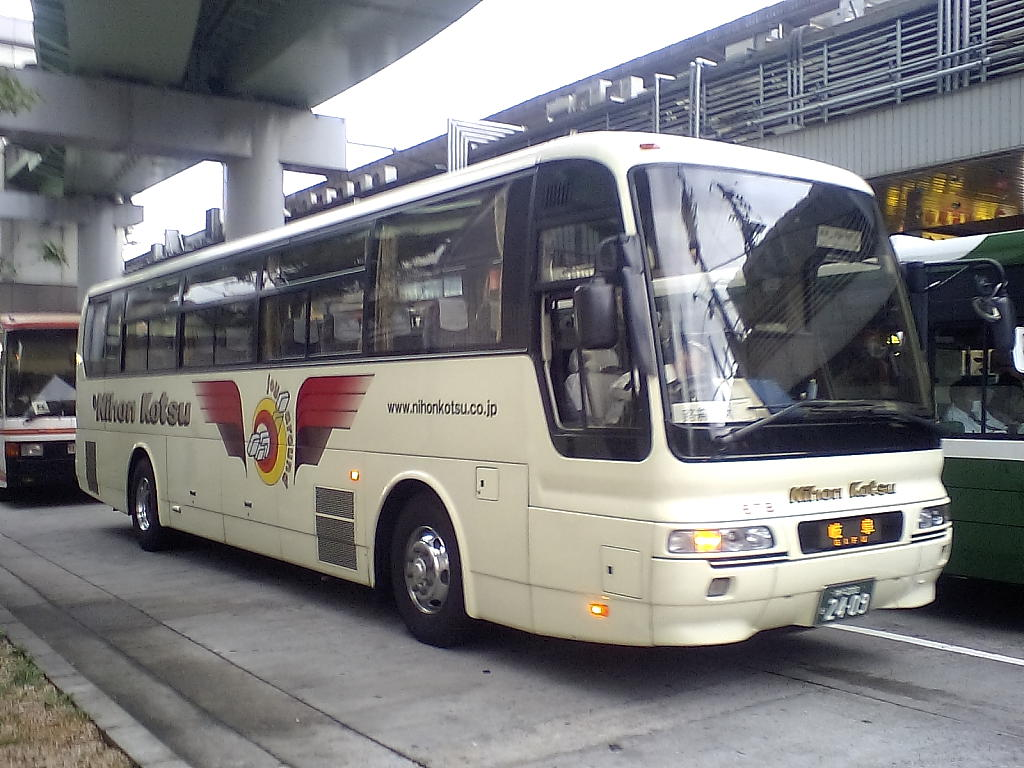
日交シティバス運行便　神戸三宮駅前にて

神戸・大阪 - 岐阜線（こうべ・おおさか - ぎふせん）は兵庫県神戸市・大阪府大阪市と岐阜県羽島市・岐阜市を結んでいた高速バスである。
鉄道では乗り換えが必要な大阪市と岐阜市の間を移動する直行交通機関として潜在需要が期待されたものの、大阪側での停留所がなんばOCATのみで大阪最大のターミナルである梅田に乗り入れなかったために利便性が良くなかったこと、もともと岐阜市は名古屋志向が強いうえ、繊維などの地場産業の低迷などから大阪とのビジネス需要も減少していたため利用率は芳しくなく、2007年には神戸延伸などテコ入れを図ったが効果はほとんどなく、2008年には路線廃止となった。
神戸（三宮）・大阪（なんば） - 岐阜線（昼行 /岐阜バス観光）
- 三宮バスターミナル・なんば(OCAT) - 岐阜バスターミナル

## 歴史
- 2001年12月1日　岐阜‐大阪線運行開始[1]
- 2002年3月20日　各務原系統・ＵＳＪ系統新設
- 2002年11月1日　関系統新設
- 2003年7月19日　各務原系統廃止
- 2007年6月1日 大阪・京都 - 岐阜線を神戸・大阪 - 岐阜線（京都は通過）に変更。関発着系統廃止
- 2007年9月1日　岐阜乗合自動車担当便を岐阜バス観光に移管。
- 2008年4月10日　全便神戸三宮～名鉄岐阜に変更。USJ着を廃止
- 2008年10月1日 日交シティバス担当便が全面運休。岐阜バス観光担当の昼行2往復に減便。
- 2008年10月13日 この運行を最後に路線廃止。

## 運行会社
- 岐阜バス観光 - 岐南営業所が昼行2往復を担当。

## 停車停留所
＜停留所 - 停留所＞でくくられた中での相互の乗降はできない。
＜三宮バスターミナル - なんば＞ - ＜岐阜羽島（羽島Wing151前） - 岐阜県庁 - 岐阜バスターミナル＞

## 運行経路
- 神戸市内 - 阪神高速5号湾岸線 - 大阪市浪速区内（なんば） - 湊町出入口 - 阪神高速15号堺線（大阪行きのみ） - 阪神高速1号環状線 - 阪神高速11号池田線 - 名神高速道路 - 岐阜羽島IC - 岐阜県道46号岐阜羽島インター線 - 羽島市内 - 岐阜県道151号岐阜羽島線 - 岐阜市内

## 運行回数
2往復
- 2008年9月30日までは4往復

## 車内設備
- 4列シート（岐阜バス）
- フットレスト
- レッグレスト
- ビデオ ・マルチステレオ
- おしぼり
- 毛布
- 電話
- スリッパ